# مستشفى الثورة (حارة)

تعديل مصدري - تعديل

مستشفى الثورة هي إحدى حارات حي الظهار بمدينة إب اليمنية، بلغ تعداد سكانها 2,171 نسمة حسب تعداد اليمن لعام 2004.